# Kb wz. 98a
Il Karabin wz. 98a era un fucile a otturatore girevole-scorrevole polacco realizzato tra le due guerre mondiali. Era un derivato del tedesco Mauser Gewehr 98 (Karabin wz. 98), prodotto dalla FB "Łucznik" Radom a partire dal 1936. Durante la campagna di Polonia fu, insieme all'originale Kb wz. 98, il fucile d'ordinanza dell'esercito polacco. Con la resa del Paese, le armi di preda bellica furono riutilizzate sia dalla Wehrmacht come Gewehr 299(p) che dalle forze partigiane.

## Storia
In seguito all'indipendenza della Polonia, il neonato esercito era equipaggiato con una moltitudine di armi di modello e calibro diversi, approvvigionate dalle diverse fonti. Alle armi ereditate dagli invasori russi (Mosin-Nagant), austro-ungarici (Mannlicher M1890 e Steyr-Mannlicher M1895) e tedeschi (Gewehr 1888 e 1898), si aggiunsero, nel 1919, quelle francesi (Berthier Mle 1907 e Lebel Mle 1886) dell'Armata Blu. Si anche valutò l'acquisto all'estero di un fucile provvisorio, tra gli altri il Carcano Mod. 91 e lo Steyr Modell 1912.

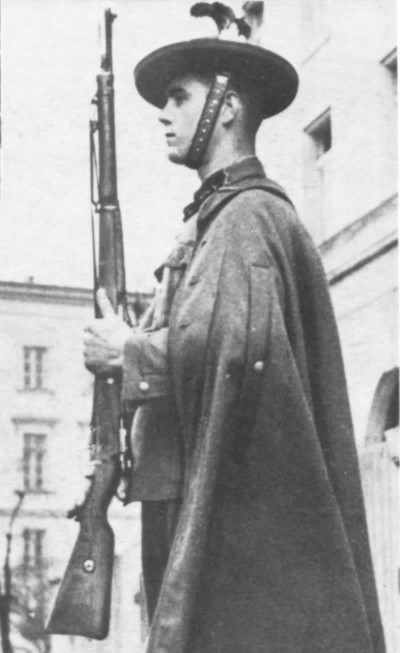
Un soldato del 49º Reggimento fucilieri Hutsul di guardia al quartier generale della città a Varsavia, 1937. Ben visibile il fucile wz. 98a.

Già nei primi anni dopo l'indipendenza del Paese, l'esercito polacco cercò di affrontare il problema di unificare armi e calibri, compresi quelli dei fucili. Inizialmente venne valutata l'adozione di fucili francesi Lebel o Berthier. La situazione cambiò quando la Conferenza degli Ambasciatori il 10 marzo 1921 ordinò la cessione alla Polonia di macchinari, attrezzature, documentazione e scorte di materie prime dell'Arsenale imperiale ex prussiano di Danzica. Gli impianti di Danzica furono trasferiti a Varsavia, dove nel 1920 andarono a costituire la Państwowa Fabryka Karabinów (PFK, fabbrica nazionale di fucili). In questi stabilimenti, durante la prima guerra mondiale, venivano prodotti i fucili tedeschi Gewehr 98, facilitandone così la scelta come fucile d'ordinanza dell'esercito polacco, con la denominazione Karabin wz. 98. La produzione iniziò a Radom e Varsavia nel 1922. La produzione terminò nel 1924, dopo 22.000 fucili prodotti. Nel 1930 iniziò la produzione della carabina Kbk wz.29 quale sostituto.
In conseguenza dei cambiamenti nella dottrina militare polacca nei primi anni trenta, la carabina Kbk wz.29 non rispondeva più ai nuovi requisiti. Di conseguenza, nel 1934 la Polonia decise di introdurre di una versione migliorata del fucile wz. 98, la wz. 98a. La nuova versione differiva dalla precedente per una nuova tacca di mira e un attacco migliorato per la baionetta del wz.29. La produzione venne avviata a Radom solo nel 1936, con un ritardo di due anni dovuto alla necessità di reperire un'adeguata fornitura di legno per il calcio.
Prima dello scoppio della guerra nel 1939, erano stati prodotti 44.500 fucili wz.98a, che costituivano l'arma standard dell'esercito polacco. Gli esemplari catturati dai tedeschi vennero immessi in servizio dalla Wehrmacht con la denominazione Gewehr 299(p).

## Tecnica
Il wz.98a, meccanicamente identico al Gewehr 98 tedesco, era un fucile a otturatore girevole-scorrevole, con otturatore rotante di 90° a due tenoni sulla testa e terzo tenone posteriore. Il fucile era alimentato da un serbatoio fisso da 5 colpi. La sicura era posizionata sul retro dell'otturatore. L'arma era dotata di mire metalliche, con mirino a lama e alzo tangente con tacca di mira a V, graduata da 100 a 2000 metri, con incrementi di 100 metri. Il fucile poteva inastare le baionette wz.22, wz.24, wz.25, wz.27, wz.28 o wz.29.